# LGV Rhône-Alpes
LN 4, Ligne Nouvelle 4 (Nowa Linia nr 4, także LGV Rhône – Alpes) – francuska linia kolejowa wysokich prędkości, łącząca stacje Lyon-Saint-Exupéry TGV i Valence-Rhône-Alpes-Sud TGV. Linia umożliwia ominięcie Lyonu i prowadzi w kierunku Valence. Długość linii wynosi 115 km. Kontynuacją linii na południe kraju jest LGV Méditerranée, na północ LGV Sud-Est.
Linia biegnie przez 4 departamenty (Ain, Rodan, Isere i Drome) i zaczyna się w Montanay, gdzie odgałęzia się od LGV Sud-Est. Początkowo biegnie w kierunku południowo-wschodnim do przekraczania Rodanu, skąd biegnie dalej na południe. Pierwszy odcinek kończy się w Saint-Quentin-Fallavier.
Druga część trasy posiada dwa długie tunele: de Meyssiez (1.780 m) i de la Galaure (2.680 m). Kilka kilometrów po przekroczeniu rzeki Isère trasa kończy się w Saint-Marcel-les-Valence.

## Kalendarium
- 28 października 1989: udzielenia pozwolenia na budowę
- 13 grudnia 1992: uruchomienie odcinka północnego (42 km) pomiędzy Montanay i Saint-Quentin-Fallavier
- 3 lipca 1994: uruchomienie południowej części (73 km), pomiędzy Saint-Quentin-Fallavier oraz Saint-Marcel-les-Valence; otwarcie stacji Lyon-Saint-Exupéry TGV
- 26 maja 2001 na linii osiągnięto rekord świata w jeździe długodystansowej
- 7 czerwca 2001: uruchomienie LGV Méditerranée, będącego przedłużeniem LGV Rhin-Rhône w kierunku południowym